# Білий Раст
Бі́лий Раст (рос. Белый Раст) — село у складі Дмитровського міського округу Московської області, Росія.

## Населення
Населення — 141 особа (2010; 134 у 2002).
Національний склад (станом на 2002 рік):
- росіяни — 88 %